# オスカー (義足猫)
オスカー（英語: Oscar、2007年 - 2025年7月ごろ）は、チャネル諸島のジャージー島に住むケイト・アランとマイク・ノーランに飼われている黒猫である。2009年に両方の後脚をコンバインに巻き込まれて切断され、義足をつける手術を受けた。この際の手法は、現在では人間にも応用されている。オスカーを取り上げた書籍、Oscar the Bionic Catが2013年に出版された。

## 事故
2009年10月、オスカーが二歳半の時に、ジャージー島の自宅近くのトウモロコシ畑にいる時に両方の後脚をコンバインに巻き込まれて切断された。脚は、足首と足の間で切断された。自転車で通り掛かった女性がオスカーを見つけ、飼い主の家に連れて来た。銀行のIT管理者であるマイク・ノーランは、その女性がオスカーを連れてきたとき自宅にいた。ノーランは、連れてこられたときにオスカーは血まみれだったので、安楽死させるしかないと思った、と述べている。彼とオスカーのもう一人の飼い主であるケイト・アランは、地元の獣医ピーター・ハワースのもとへオスカーを連れて行った。

## 治療

### 初期治療
ニュー・エラ動物病院の獣医ピーター・ハワースは、すぐにオスカーの負傷を消毒して包帯を巻き、苦痛を和らげるため猫用の鎮痛剤を投与した。それからハワースは、アランとノーランをサリーの神経整形外科医ノエル・フィッツパトリックに紹介した。アランとノーランは、フィッツパトリックとの間で何度もやりとりをした。フィッツパトリックは、X線検査と写真を見た後、ひとつにはオスカーが若いという理由で、理想的な患者であろうと判断した。それからオスカーは航空貨物でイギリス本土へ連れていかれた。オスカーは移動中、箱の中に8時間いなければならなかった。

### 新しい足
オスカーの飼い主は手術を決断する前に何度も「自己分析」をした。アランは後に、過去に同じような手術が行われたことがなかったため半信半疑だったと語っている。フィッツパトリックが行った手術は、シカの枝角が成長する仕組みをまねたもので、インプラントが皮膚を貫通して伸びており、世界初の試みであった。インプラントは両方ともオスカーの足首の骨に開けられた穴に合うように作られたオーダーメイドのものであった。この手法は、ユニヴァーシティ・カレッジ・ロンドンの生物医用工学センターのゴードン・ブラン教授とキャサリン・ペンダグラサンド博士が開発したもので、骨内経皮切断補綴法(ITAPs)と呼ばれている。インプラントはハニカム構造になっていて、感染症を防ぐために皮膚とインプラントと結合できるようになっている。インプラントは骨に開けた穴に取り付けられ、その先に可動部を取り付ける「ソケット」が設けられている。
ITAPの技術は現在、人間にも臨床応用されており、2005年7月のロンドン同時爆破事件の被害女性のために義肢が作られた。フィッツパトリックは、四肢を切断された人の治療に携わる外科医と共同の取り組みを歓迎すると語っている。

### 外れた義足
2012年8月、オスカーは右足首に感染症を再発し、ITAPが足から出る部分で外れてしまった。ハワースは、治療の選択肢を検討する間、オスカーの苦痛を和らげるため鎮痛剤を与えた。2013年に改めてフィッツパトリックの元を訪ね、2時間の手術でオスカーの脛骨に直接人工装具が取り付けられた。 この手術でオスカーは足首を失い、ブレードを取り付けることができなくなったので、オスカーのために新しい足が開発された。

## テレビ

### The Bionic Vet
The Bionic Vet はBBC1で2010年6月30日に放送されたフィッツパトリックの仕事を追跡するドキュメンタリー番組である。この番組では、サルフォード大学の技術者がオスカーのために作った原型の足で歩いているオスカーの姿が流れた。この番組で放送されなかった、改良版の義足を装着したオスカーの映像は2010年6月18日にYouTubeに投稿された。獣医も関わった最新の動画では、オスカーの新しい足を紹介するとともに、どのようにして問題が起きたときに足の内部ではなく「ブレード」のブレイクポイントではずれるようにデザインしたかが説明された。

### The Supervet
オスカーの経過の最新情報はチャンネル４のテレビシリーズThe Supervetで放送された。このテレビシリーズは獣外科医ノエル・フィッツパトリックの仕事と彼の病院フィッツパトリック・レフェラルズを追跡する。2014年7月のエピソード１では、外れたITAPを付け替える手術に続いて、オスカーに新しい足を装着する場面が放映された。

## ギネス世界記録
オスカーは、初めて二本の義肢を装着した動物であること、そして初めて可動関節に義肢を装着した動物であることで二つのギネス世界記録を保持している。

## 死去
2025年8月15日、数週間前にジャージーの家で死去したことがわかった。18歳没。